# Hans Heinrich Palitzsch
Pour les articles homonymes, voir Palitzsch.
Hans Heinrich Palitzsch (né le 7 décembre 1912 à Dresde, mort le 20 octobre 2005 à Gauting) est un peintre allemand.

## Biographie

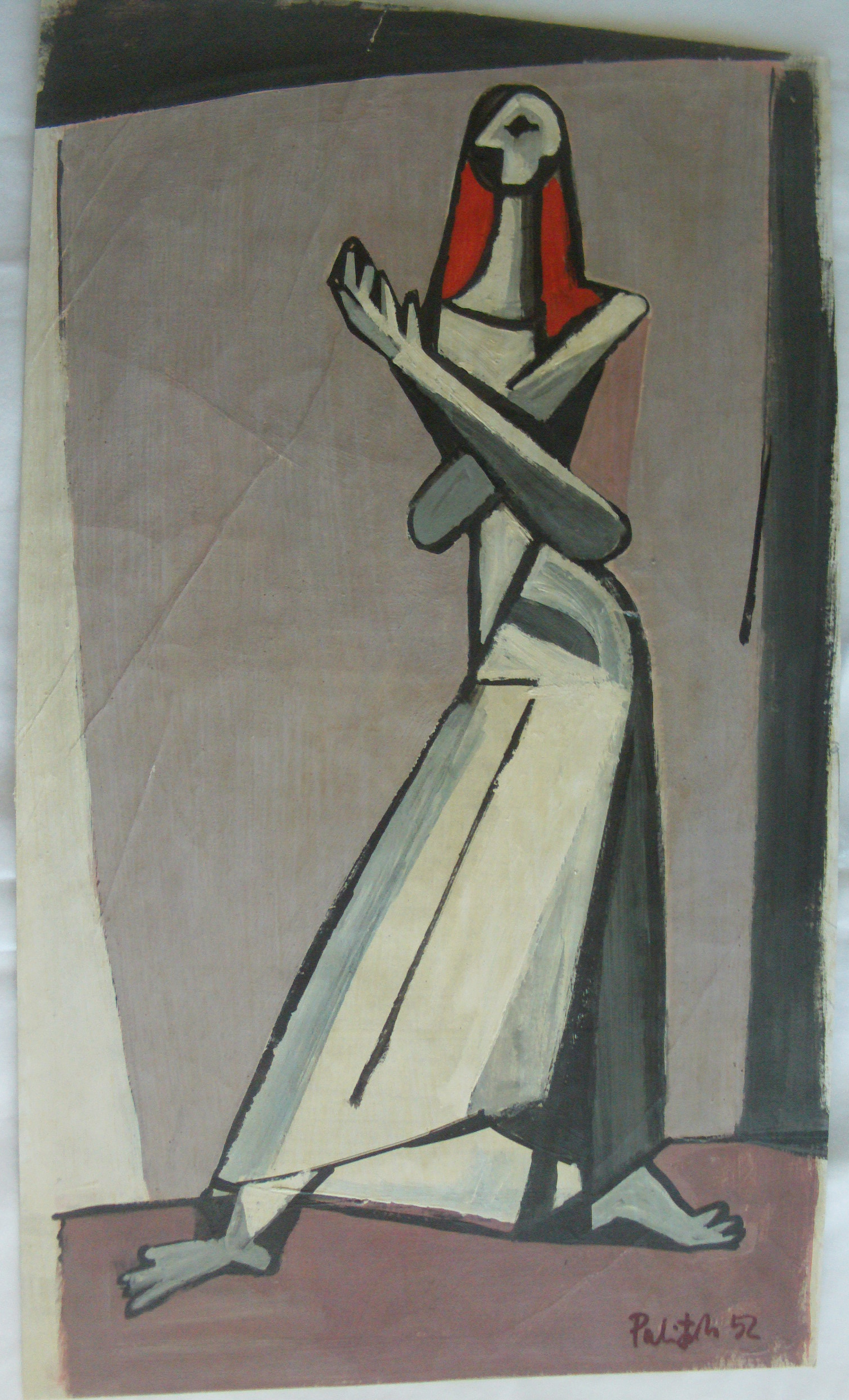
Dore Hoyer tanzt, 1952

Palitzsch étudie de 1930 à 1934 à Dresde et à Berlin. Jusqu'en 1939, il travaille comme graphiste commercial avec son frère cadet Peter Palitzsch, et comme peintre théâtral et assistant décorateur de Karl von Appen à Dresde. Après avoir été soldat pendant la Seconde Guerre mondiale, il collabore à la reconstruction de Dresde. Il est scénographe à Stuttgart de 1947 à 1949 et de 1951 à 1957 à Ulm et Mannheim. À la Freien Akademie Mannheim, il est professeur de graphisme et d'écriture commerciale et membre du conseil d'administration.
Palitzsch travaille pour le Stadttheater Bremerhaven (1949-1951), le Landestheater Linz (1957-1960), le théâtre de Darmstadt (1960-1961), le Théâtre d'État d'Oldenbourg (1968-1973) et de 1973 à sa retraite en 1985 pour le Mainfranken Theater Würzburg. À partir de 1961, il est aussi indépendant, travaillant notamment pour le Deutsches Theater Göttingen.
Six peintures de Hans Heinrich Palitzsch datant des années 1945 à 1988 font partie de la collection de la Galerie Neue Meister de l'Albertinum, où les Drapeaux dans les nuits constituent probablement l'œuvre la plus connue.

## Source de la traduction
- (de) Cet article est partiellement ou en totalité issu de l’article de Wikipédia en allemand intitulé « Hans Heinrich Palitzsch » (voir la liste des auteurs).